# Колегія Павла Ґалаґана
Коле́гія Павла́ Ґалаґа́на — приватна чоловіча гімназія, заснована у Києві Григорієм Ґалаґаном (відкрилася 1 (13) жовтня 1871 р.).

## Приміщення
Колегія розташовувалася на розі вулиць Фундуклеївської (нині вулиця Богдана Хмельницького) та Терещенківської в будинку — пам'ятнику архітектури XIX століття. Архітектурний ансамбль Колегії складався з п'яти споруд, реконструйованих 1870 року архітектором О. Шіле. 
Вишуканий двоярусний інтер'єр бібліотеки Колегії червоного дерева був розроблений італійськими майстрами й зберігся до наших днів майже повністю.

## Історія
Зазначена споруда Колегії була власністю Київського дворянського зібрання.
Григорій Ґалаґан заснував Колегію як пам'ять про свого померлого сина, відписавши на її утримання великі маєтності в Полтавській і Чернігівській губерніях. Загальна вартість земель, подарованих на утримання Колегії, становила 275 тис. рублів, що на той час становило величезну суму. Г. Ґалаґан також подарував Колегії велику бібліотеку (по революції частково передану до Державної Публічної Бібліотеки УРСР).
Навчальний заклад був розрахований на навчання і проживання в інтернаті 70 вихованців (30 стипендіатів Г. Ґалаґана і 40 своєкоштних). Учні приймалися з усіх українських земель, зокрема з тих, що перебували у складі Австро-Угорщини.
Колегія за програмою дорівнювала чотирьом старшим класам класичної гімназії. Науково-методичне піклування над Колегією здійснював Київський університет Святого Володимира.
Колегія вважалася одним з найкращих приватних навчальних закладів Києва, який царська «охранка» називала «Розсадником українства». Тут неодноразово бували представники української літератури, а в період з 1885 по 1886 роки працював відомий український письменник Іван Франко.
У травні 1886 року в каплиці при Колегії (церква Святого Павла) Іван Франко вінчався з Ольгою Хоружинською— сестрою дружини викладача Колегії Є. Трегубова.

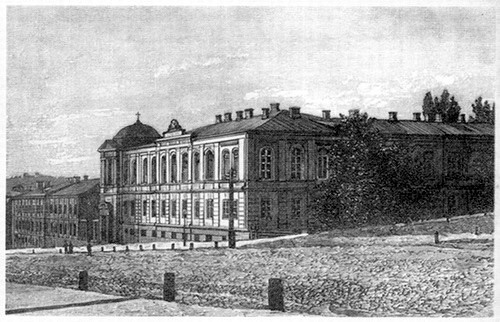
Колегія Павла Ґалаґана на поч. 1900-х років.

Колегія увійшла в історію української культури й освіти як «школа академіків». З Колегією пов'язані імена відомих діячів науки, освіти, літератури, серед яких академіки В. Липський, А. Кримський, В. Грабар, Г. Костюк, Н. Котляревський, Д. Петрушевський, поети М. Драй-Хмара, П. Филипович, а також П. Житецький, М. Мурашко, М. Пимоненко та багато інших митців та науковців.
У часи УНР у будівлі, за свідченням Дмитра Дорошенка, містилося Міністерство військових справ.
По революції більшовики ліквідували Колегію, в перетворивши її на «трудову школу». У будівлі колегії розміщувалася школа 57.У 1939 році школа переїхала до нового будинку по вулиці Прорізній, 19а (колишня будівля артилерійської школи №12) – це будівля в якій школа залишається і дотепер.
За радянських часів у цій будівлі розміщувалася середня школа № 92 ім. Івана Франка. У 1966-1976 роках директором середньої школи № 92 був відомий український педагог Мальований Юрій Іванович.
Нині у відновленому після пожежі 1976 року приміщенні Колегії Павла Ґалаґана працює Національний музей літератури України.

## Директори колегії
Директорами й учителями Колегії було багато членів Старої Громади й визначних українських діячів:
- Шафранов Семен Миколайович (1873–1876)
- Ничипоренко Іван Іванович (1879–1890)
- Анненський Інокентій Федорович (1890–1893)
- Степович Андроник Іоаникійович (1893–1906)
- Архимович Зиновій Алоїзович (1906–1911)
- Конський Петро Олексійович (1911–1915)

Викладачі 
- Павло Житецький,
- Володимир Науменко,
- Микола Мурашко,
- Микола Пимоненко,
- Єлисей Трегубов,
- Іван Ничипоренко,
- Зиновій Архимович

та інші.

## Випускники колегії
Див. також: Випускники Колегії Павла Галагана
Колегія виховала плеяду визначних учених, юристів, медиків, літераторів. Серед них:

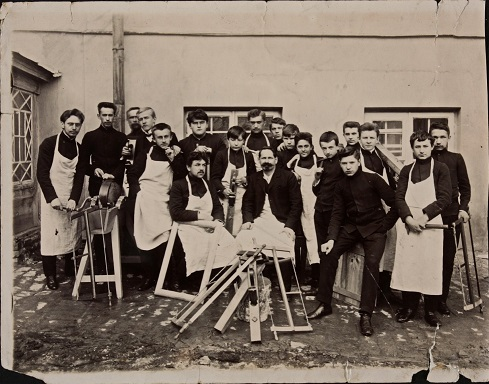
Павло Филипович (стоїть крайній справа) і Михайло Драй-Хмара (стоїть восьмий справа) на уроці трудового навчання в Колегії Павла Ґалаґана.

- Сергій Бердяєв,
- Агатангел Кримський,
- Володимир Липський,
- Павло Филипович,
- Михайло Драй-Хмара,
- Олександр Богомолець,
- Дмитро Курський,
- Андрій Лівицький,
- Оникій Малиновський,
- Михайло Чубинський,
- Володимир Грабар,
- Дмитро Петрушевський,
- Андроник Степович,
- Микола Максимейко,
- Іван Балінський,
- Григорій Костюк,
- Нестор Котляревський,
- Григорій Левитський

та ін.